# Metagonia iviei
Metagonia iviei är en spindelart som beskrevs av Willis J. Gertsch 1977. Metagonia iviei ingår i släktet Metagonia och familjen dallerspindlar. Inga underarter finns listade i Catalogue of Life.